# 雅州府
雅州府，清朝时设置的府。

雅州府在四川省的位置（1820年）

雍正七年（1729年）升雅州直隸州置，治所在雅安县（今四川省雅安市）。領一州、五縣及一地。属四川省。辖相当今四川省甘孜藏族自治州、雅安市和西藏自治区芒康山以东、金沙江以西地。1913年废。

## 沿革
雍正七年(1729年)，升雅州為雅州府，管理西鑪和鑪邊廣大地區。十一年(1733年)，又於打箭鑪地方，改明正長河西魚通寧遠宣慰司為打箭鑪廳，隸雅州府，並移雅州府同知駐紮，以管理漢藏貿易和關內外各土司及其朝貢事宜。

## 轄地
- 打箭鑪廳
- 一州：天全州(今天全縣)；
- 五縣：雅安縣、名山縣、滎經縣、蘆山縣、清溪縣（今漢源縣及瀘定縣部分）；
- 一地穆坪 (今寶興縣)。

## 土司
府境設置土司九家
- 土宣慰使一:董卜韓胡宣慰司宣慰使
- 土安撫使(後降千戶又降百戶)一：黎州安撫司安撫使馬氏
- 土招討使一：天全六番招討司招討使高氏
- 副招討使一：天全六番副招討司副招討使楊氏
- 土長官二：沈邊長官司長官余氏；冷邊長官司長官周氏
- 土干戶一：松坪土千戶馬氏
- 土副百戶一：大田副土百戶
- 土驛丞一：天全太平驛土驛丞高氏